# Arco-Palais

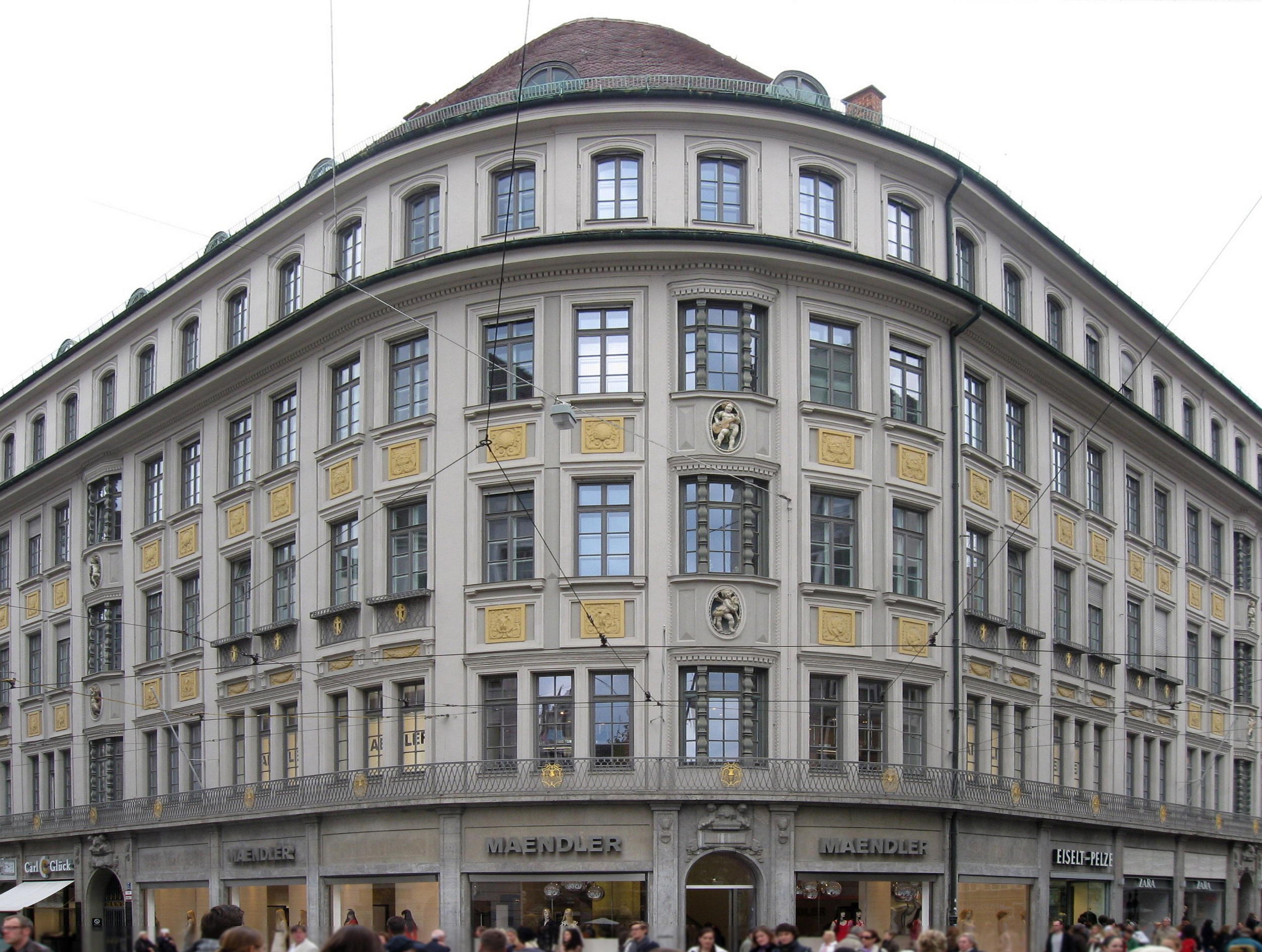
Arco-Palais

Das Arco-Palais ist ein Büro- und Geschäftshaus in der Münchner Altstadt, auf dem Eckgrundstück Theatinerstraße 7 / Maffeistraße. Zusammen mit dem Gebäude Maffeistraße 4 bildet es einen Gebäudeblock, der als Baudenkmal in die Bayerische Denkmalliste eingetragen ist.

## Geschichte
Errichtet wurde das Gebäude von 1908 bis 1910 nach den Plänen von Georg Meister und Oswald Bieber. Bis zum Jahr 1937 war es im Besitz der bayerischen Linie des Adelsgeschlechts Arco.
In dem Gebäude hatte unter anderem die Moderne Galerie von Heinrich Thannhauser ihre Ausstellungsräume, deren Vorhalle mit Fresken der Vier Jahreszeiten von Reinhold Max Eichler ausgeschmückt ist. Dort fand im Dezember 1909 die erste Ausstellung der Neuen Künstlervereinigung München (N.K.V.M.) statt. Die zweite folgte im September 1910, und am 18. Dezember 1911 eröffnete die dritte Ausstellung der N.K.V.M. zeitgleich mit der ersten Ausstellung des Blauen Reiters, die im selben Gebäude, aber in einem anderen Stockwerk stattfand. Die Galerie Thannhauser bestand bis 1928.